# La Piedra 2da. Sección
La Piedra 2da. Sección är en ort i Mexiko.   Den ligger i kommunen Cunduacán och delstaten Tabasco, i den sydöstra delen av landet, 600 km öster om huvudstaden Mexico City. La Piedra 2da. Sección ligger 19 meter över havet och antalet invånare är 352.
Terrängen runt La Piedra 2da. Sección är mycket platt. Runt La Piedra 2da. Sección är det ganska tätbefolkat, med 155 invånare per kvadratkilometer. Närmaste större samhälle är Comalcalco, 16,5 km norr om La Piedra 2da. Sección. Trakten runt La Piedra 2da. Sección består till största delen av jordbruksmark.